# Batalla de Montejurra (1835)
La batalla de Montejurra de 1835 fou una de les batalles de la primera guerra carlina.

## Antecedents
La rebel·lió va esclatar després de la convocatòria de les Corts el 20 de juny de 1833 quan el pretendent dom Carles, refugiat a Portugal es va negar a jurar lleialtat a Maria Cristina de Borbó-Dues Sicílies i l'1 d'octubre, recolzat per Miquel I de Portugal va reclamar el seu dret al tron. La revolta no va tenir el suport de l'exèrcit i la guerra començà el 6 d'octubre quan el general Santos Ladron de Cegama va prendre Logronyo, passant a Navarra per unir-se amb els revoltats, sent capturat a la batalla de Los Arcos i afusellat als pocs dies. A Catalunya, la rebel·lió de Josep Galceran a Prats de Lluçanès el 5 d'octubre va ser sufocada pel capità general Llauder.
La presència carlina quedà afeblida amb la campanya del liberal Pedro Sarsfield i Tomás de Zumalacárregui va assumir la direcció dels contingents navarresos el 15 de novembre, i dels bascos tres setmanes després, reactivant la rebel·lió al nord, organitzant l'exèrcit carlí, va capturar la Real Fábrica de Armas de Orbaiceta, provocant la substitució del general Valdés per Vicente Genaro de Quesada, qui va començar les represalies.
L'exèrcit liberal de José Ramón Rodil va tractar de destruir l'exèrcit de Zumalacárregui i arrestar Carles Maria Isidre de Borbó però després d'una desastrosa campanya es va veure obligat a renunciar al comandament per Manuel Lorenzo. Les tropes isabelines de Navarra no van ser capaces de contenir l'exèrcit de Zumalacárregui, que va capturar un comboi d'armes que anava de Burgos a Logronyo pel camí real, però sense poder destruir l'exèrcit liberal, la temptativa sobre Madrid quedà avortada i Jerónimo Valdés es va decidir a atacar Zumalacárregui al seu reducte de la vall d'Amescoas amb 21.000 homes, la major mobilització de tropes cristines des de l'inici del conflicte.
Edward Granville Eliot va arribar el 25 d'abril a la vall de La Berrueza on s'havia retirat Zumalacárregui des d'Amescoas i va aconseguir que els dos bàndols signessin el Conveni d'Eliot.
Després del desastre d'Artaza Valdés es va retirar a la riba sud de l'Ebre, ordenant l'evacuació de les guarnicions isabelines entre Logronyo, Vitoria i Pamplona i la frontera francesa, obrint el camí a Zumalacárregui per conquerir el País Basc, ocupant Guipúscoa en poques setmanes tret de Sant Sebastià i Hondarribia, aconseguint nombroses peces d'artilleria. Després de la mort de Zumalacárregui es nomenà nou comandant a Francisco Benito Eraso i després a Vicente Moreno González. Amb el frustrat Setge de Bilbao els carlins van moure el comandament a Estella. Vicente Moreno en octubre del mateix any fou rellevat per Nazario Egia.
Luis Fernández de Córdova va decidir-se a recuperar els territoris ocupats durant la primavera per Zumalacárregui i les comunicacions entre Vitòria i Pamplona i Vitòria i Sant Sebastià, i va intentar prendre Estella el 15 de novembre.

## Batalla
Les tropes liberals foren atacades per les carlines el 16 de novembre a Montejurra quan sortien d'Estella, en un atac envolvent de què pogueren escapar en direcció a Lerín, mentre els carlins recuperaven la ciutat.

## Conseqüències
Quan Luis Fernández de Córdova marxava per Carasol de Montejurra li van notificar que els carlins havien creuat el riu Arga, ocupant Mendigorría, on l'esperaven. El 16 i 17 de gener de 1836 els liberals van sortir de Vitòria per ocupar el port d'Arlaban sense aconseguir-ho.
El general Miguel Gómez Damas, que havia pres Oviedo, sortí, amb vuit batallons d'infanteria i quatre peces d'artilleria, però pràcticament sense cavalleria en expedició per prendre Madrid, i es dirigí a l'encontre de Ramon Cabrera per unir les seves forces, sent derrotat en la batalla de Villarrobledo, i abandonant la idea d'atacar Madrid, però en una acció d'audàcia dirigida per Cabrera, es conquerí la ciutat de Còrdova. Arribats a Extremadura, les diferències amb Gómez i la presa cristina de Cantavella van fer que aquest l'obligués a abandonar-la amb una petita escorta, això si, quedant-se Gómez amb tots els batallons de Cabrera.